# Ubaporanga
Ubaporanga is een gemeente in de Braziliaanse deelstaat Minas Gerais. De gemeente telt 12.561 inwoners (schatting 2009).

## Aangrenzende gemeenten
De gemeente grenst aan Caratinga, Imbé de Minas, Inhapim en Piedade de Caratinga.